# Ностиц (Вайсенберг)

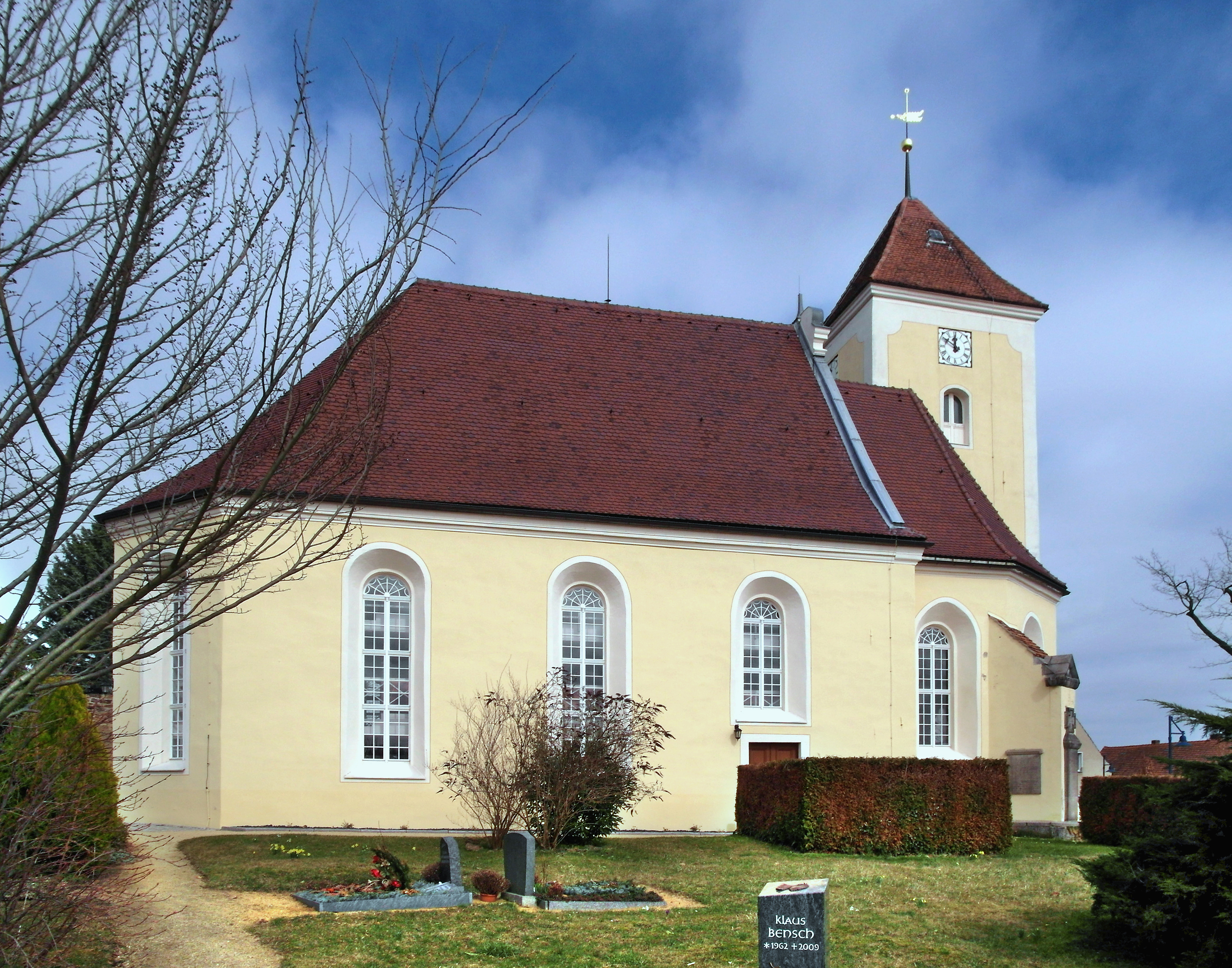
Лютеранский храм

Но́стиц или Но́сачицы (нем. Nostitz; в.-луж. Nosaćicyо файле) — сельский населённый пункт в статусе городского района Вайсенберга, район Баутцен, федеральная земля Саксония, Германия. В границах населённого пункта находится соседняя деревня Траушвиц (Трушецы).

## География
Располагается на левом берегу реки Лёбауэр-Вассер, славянское наименование — Любата (нем. Löbauer Wasser, в.-луж. Lubata) примерно в пяти километрах южнее Вайсенберга. На северо-западе от деревни находится холм Штромберг, славянское наименование — Во́смужова-Го́ра, Ву́змужова-Го́ра. Стро́ма-Го́ра (нем. Strohmberg, в.-луж. Wósmužowa hora, Wusmužowa hora, Stroma hora).
Через деревню с севера на юг проходит автомобильная дорога K7279, которая на юго-западе от деревни соединяется с автомобильной дорогой S112.
Соседние населённые пункты: на севере — деревня Мальтиц (Малечицы, в городских границах Вайсенберга), на востоке — деревня Лаутиц (Лувочицы, в городских границах Лёбау), на юго-востоке — деревня Глоссен (Глушина, в городских границах Лёбау), на юге — деревни Траушвиц (Трушецы, в составе Ностица) и Грубе (Яма, в городских границах Вайсенберга), на юго-западе — деревня Краппе (Храпов, в городских границах Лёбау) и на северо-западе — деревня Зерка (Жарки, в городских границах Вайсенберга).

## История
Впервые упоминается в 1280 году в личном имени «Petrus de Noztizc» (Пётр из Ностица). С 1973 по 1994 года входила в состав коммуны Шпиттель. В 1994 году деревня в результате муниципальной реформы вошла в границы Вайсенберга в статусе отдельного городского района.
В 1670-х годах в деревне был построен лютеранский храм, в котором с 1849 по 1892 года служил настоятелем серболужицкий писатель Михал Домашка.
В настоящее время деревня входит в состав культурно-территориальной автономии «Лужицкая поселенческая область», на территории которой действуют законодательные акты земель Саксонии и Бранденбурга, содействующие сохранению лужицких языков и культуры лужичан.
Исторические немецкие наименования:
- Petrus de Noztizc, 1280
- Nosticz, 1384
- Nostitcz, 1394
- Nostewicz, Nosticz, 1485

## Население
Официальным языком в населённом пункте, помимо немецкого, является также верхнелужицкий язык.
Согласно статистическому сочинению «Dodawki k statisticy a etnografiji łužickich Serbow» Арношта Муки в 1884 году в деревне проживало 107 жителей (из них — 70 лужичанина (65 %)).
Лужицкий демограф Арношт Черник в своём сочинении «Die Entwicklung der sorbischen Bevölkerung» указывает, что в 1956 году при общей численности в 452 жителей серболужицкое население деревни составляло 12,8 % (из них 30 взрослых владели активно верхнелужицким языком, 10 взрослых — пассивно; 18 несовершеннолетних свободно владели языком).
| 1834 | 1871 | 1890 | 1910 | 1925 | 1939 | 1946 | 1950 | 1964 | 1990 | 2011 | 2016 |
| ---- | ---- | ---- | ---- | ---- | ---- | ---- | ---- | ---- | ---- | ---- | ---- |
| 100  | 123  | 84   | 290  | 289  | 263  | 516  | 472  | 380  | 352  | 186  | 174  |